# Lepidochrysops negus
Lepidochrysops negus är en fjärilsart som beskrevs av Felder 1865. Lepidochrysops negus ingår i släktet Lepidochrysops och familjen juvelvingar. Inga underarter finns listade i Catalogue of Life.

## Bildgalleri

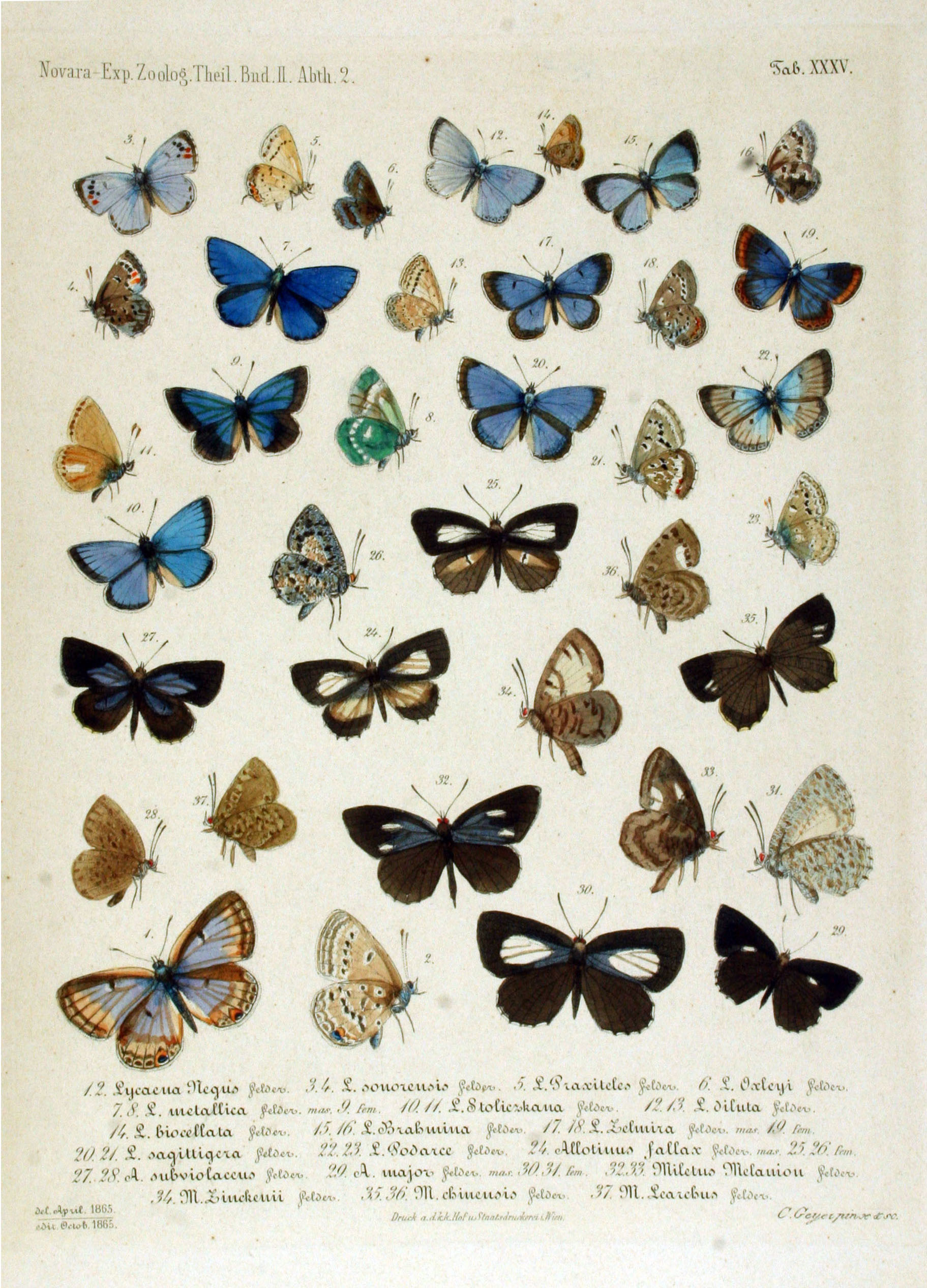